# Bati
Bathi (tiếng Khmer: ស្រុកបាទី) là một huyện thuộc tỉnh Takéo, phía nam Campuchia. Theo thống kê năm 1998, dân số toàn huyện là 113.693 người.